# Streptosyllis templadoi
Streptosyllis templadoi är en ringmaskart som beskrevs av San Martín 1984. Streptosyllis templadoi ingår i släktet Streptosyllis och familjen Syllidae. Inga underarter finns listade i Catalogue of Life.